# Malkara (Tekirdağ)
Pour les articles homonymes, voir Malkara.
Malkara est une ville et un district de la province de Tekirdağ dans la région de Marmara en Turquie.